# Filmografia Leona Niemczyka
Filmografia Leona Niemczyka obejmuje role w ponad 200 filmach i 79 serialach.

## Filmy fabularne
| Rok  | Tytuł                                                             | Rola                             | Reżyseria                          |
| 1953 | Celuloza                                                          | major Stuposz                    | Jerzy Kawalerowicz                 |
| 1955 | Zaczarowany rower                                                 | lekarz                           | Silik Sternfeld                    |
| 1955 | Trzy starty                                                       | fotoreporter                     | Ewa Petelska                       |
| 1955 | Sprawa pilota Maresza                                             | Surowiec                         | Leonard Buczkowski                 |
| 1955 | Godziny nadziei                                                   | amerykański oficer               | Jan Rybkowski                      |
| 1956 | Nikodem Dyzma                                                     | tłumacz                          | Jan Rybkowski                      |
| 1956 | Człowiek na torze                                                 | ubijający interes                | Andrzej Munk                       |
| 1957 | Spotkania                                                         | angielski oficer                 | Stanisław Lenartowicz              |
| 1957 | Król Maciuś I                                                     | poseł                            | Wanda Jakubowska                   |
| 1957 | Eroica                                                            | Istvan Kolya                     | Andrzej Munk                       |
| 1958 | Co řekne žena?                                                    | żołnierz                         | Jaroslav Mach                      |
| 1958 | 8 dzień tygodnia                                                  | Ciapuś                           | Aleksander Ford                    |
| 1958 | Kalosze szczęścia                                                 | fałszywy Amerykanin              | Antoni Bohdziewicz                 |
| 1958 | Baza ludzi umarłych                                               | Dziewiątka                       | Czesław Petelski                   |
| 1959 | Sygnały                                                           | organizator napadu               | Jerzy Passendorfer                 |
| 1959 | Pociąg                                                            | Jerzy                            | Jerzy Kawalerowicz                 |
| 1960 | Szklana góra                                                      | chirurg                          | Paweł Komorowski                   |
| 1960 | Szczęściarz Antoni                                                | mecenas                          | Halina Bielińska                   |
| 1960 | Krzyżacy                                                          | Fulko de Lorche                  | Aleksander Ford                    |
| 1961 | Ogniomistrz Kaleń                                                 | „Bir”                            | Ewa Petelska, Czesław Petelski     |
| 1961 | Dziś w nocy umrze miasto                                          | jeniec                           | Jan Rybkowski                      |
| 1961 | Odwiedziny prezydenta                                             | Prezydent                        | Jan Batory                         |
| 1961 | Nóż w wodzie                                                      | Andrzej                          | Roman Polański                     |
| 1962 | Na białym szlaku                                                  | Sikora                           | Jarosław Brzozowski Andrzej Wróbel |
| 1962 | Mandrin                                                           | Grandville                       | Jean-Paul Le Chanois               |
| 1963 | Zacne grzechy                                                     | zakonnik (głos)                  | Mieczysław Waśkowski               |
| 1963 | Pamiętnik pani Hanki                                              | hrabia Toto                      | Stanisław Lenartowicz              |
| 1963 | Yokmok                                                            | organizator przerzutów           | Stanisław Możdżewski               |
| 1963 | Ich dzień powszedni                                               | lekarz                           | Aleksander Ścibor-Rylski           |
| 1964 | Rysopis                                                           | lektor (głos)                    | Jerzy Skolimowski                  |
| 1964 | Agnieszka 46                                                      | sołtys Bałcz                     | Sylwester Chęciński                |
| 1964 | Panienka z okienka                                                | oskarżyciel                      | Maria Kaniewska                    |
| 1964 | Rękopis znaleziony w Saragossie                                   | Don Avadoro                      | Wojciech Jerzy Has                 |
| 1965 | Pierwszy pawilon                                                  | prezydent                        | Janusz Majewski                    |
| 1965 | Walkower                                                          | milicjant (głos)                 | Jerzy Skolimowski                  |
| 1965 | Sposób bycia                                                      | Władek                           | Jan Rybkowski                      |
| 1965 | Katastrofa                                                        | prokurator                       | Sylwester Chęciński                |
| 1965 | Jutro Meksyk                                                      | sędzia sportowy                  | Aleksander Ścibor-Rylski           |
| 1966 | Bicz Boży                                                         | mecenas                          | Maria Kaniewska                    |
| 1966 | Cała naprzód                                                      | Ekscelencja                      | Stanisław Lenartowicz              |
| 1966 | Chudy i inni                                                      | redaktor                         | Henryk Kluba                       |
| 1966 | Don Gabriel                                                       | Leukamer                         | Ewa Petelska, Czesław Petelski     |
| 1966 | Powrót na ziemię                                                  | lekarz                           | Stanisław Jędryka                  |
| 1966 | Zejście do piekła                                                 | Harrison                         | Zbigniew Kuźmiński                 |
| 1967 | Wenus z Ille                                                      | Aragończyk                       | Janusz Majewski                    |
| 1967 | Przeraźliwe łoże                                                  | Millvi                           | Witold Lesiewicz                   |
| 1967 | Komedia z pomyłek                                                 | Stevenson                        | Jerzy Zarzycki                     |
| 1967 | Poradnik matrymonialny                                            | barman                           | Włodzimierz Haupe                  |
| 1967 | Dziadek do orzechów                                               | Jan                              | Halina Bielińska                   |
| 1967 | Otello z M-2                                                      | adwokat                          | Julian Dziedzina                   |
| 1967 | Die gefrorenen Blitze                                             | Stefan                           | János Veiczi                       |
| 1967 | Ruchome piaski                                                    | kłócący się mężczyzna            | Władysław Ślesicki                 |
| 1968 | Hrabina Cosel                                                     | hrabia Lecherenne                | Jerzy Antczak                      |
| 1969 | Znaki na drodze                                                   | Pasławski                        | Andrzej Jerzy Piotrowski           |
| 1969 | Zeit zu leben                                                     | inżynier Reger                   | Horst Seemann                      |
| 1969 | Verdacht auf einen Toten                                          | dr Roth                          | Reiner Bar                         |
| 1969 | Sąsiedzi                                                          | komendant                        | Aleksander Ścibor-Rylski           |
| 1970 | Różaniec z granatów                                               | hiszpański oficer                | Jan Rutkiewicz                     |
| 1970 | Folge einem Stern                                                 | Wendorff                         | Peter Hagen                        |
| 1970 | Aus unserer Zeit                                                  | Sasza Pronin                     | Hans-Joachim Kunert                |
| 1970 | Pogoń za Adamem                                                   | inżynier w Johannesburgu         | Jerzy Zarzycki                     |
| 1970 | Raj na ziemi                                                      | Ziółkowski                       | Zbigniew Kuźmiński                 |
| 1970 | Twarz anioła                                                      | oficer niemiecki                 | Zbigniew Chmielewski               |
| 1971 | Zabijcie czarną owcę                                              | inżynier                         | Ryszard Kłyś                       |
| 1971 | Wiktoryna, czyli czy pan pochodzi z Beauvais?                     | dyplomata                        | Jan Rutkiewicz                     |
| 1971 | Szerokiej drogi, kochanie                                         | właściciel warsztatu             | Andrzej Piotrowski                 |
| 1971 | Stranen dvuboy                                                    | Robert Huston                    | Todor Stoyanov                     |
| 1971 | Pigmalion XII                                                     | Brooke                           | Ingrid Sander                      |
| 1971 | Liebeserklärung an G.T.                                           | mężczyzna                        | Horst Seemann                      |
| 1971 | Lekce                                                             | Robert                           | Dušan Klein                        |
| 1971 | KLK an PTX – Die Rote Kapelle                                     | Vincente Douglas                 | Horst E. Brandt                    |
| 1971 | Pięć i pół bladego Józka                                          | towarzysz Czekała                | Henryk Kluba                       |
| 1972 | Er-Sie-Es                                                         | Harald                           | Rainer Bär                         |
| 1972 | Vyatarat na pateshestviyata                                       |                                  | Lada Bojadijewa                    |
| 1972 | Tecumseh                                                          | McKew                            | Hans Kratzert                      |
| 1972 | Skarb trzech łotrów                                               | recepcjonista (głos)             | Jan Rutkiewicz                     |
| 1972 | Kwiat paproci                                                     | Niuniek                          | Jacek Butrymowicz                  |
| 1972 | Kopernik                                                          | Don Alonso                       | Ewa Petelska, Czesław Petelski     |
| 1973 | Apachen                                                           | Ramon                            | Gottfried Kolditz                  |
| 1973 | Poprzez piąty wymiar                                              | człowiek z przyszłości           | Marek Nowacki                      |
| 1973 | Przyjęcie na dziesięć osób plus trzy                              | Piątek                           | Jerzy Gruza                        |
| 1974 | Potop                                                             | Karol X Gustaw                   | Jerzy Hoffman                      |
| 1974 | Visa für Ocantros                                                 |                                  | Kurt Jung-Alsen                    |
| 1974 | Zapamiętaj imię swoje                                             | Piotrowski                       | Siergiej Kołotow                   |
| 1974 | Unterm Birnbaum                                                   | Szulski                          | Ralf Kirsten                       |
| 1974 | Prípad mrtvého muze                                               | kryminalista                     | Dušan Klein                        |
| 1974 | Die Schlüssel                                                     | Pawlik                           | Egon Günther                       |
| 1974 | Mein blauer Vogel fliegt                                          | wuj Marian                       | Celino Bleiweiß                    |
| 1975 | Golden zeit                                                       |                                  | –                                  |
| 1975 | Die Unheilige Sophia                                              |                                  | Manfred Wekwerth                   |
| 1975 | Die schwarze Mühle                                                | oficer niemiecki                 | Celino Bleiweiß                    |
| 1975 | Suse, liebe Suse                                                  | sekretarz                        | Horst Seemann                      |
| 1975 | Ratsel des fjord                                                  | doktor                           | Peter Hagen                        |
| 1975 | Jej powrót                                                        | przemysłowiec                    | Witold Orzechowski                 |
| 1975 | Kazimierz Wielki                                                  | Karol Robert                     | Ewa Petelska, Czesław Petelski     |
| 1976 | Beethoven – Tage aus einem Leben                                  | znajomy Beethovena               | Horst Seemann                      |
| 1976 | Im Staub der Sterne                                               | Thob                             | Gottfried Kolditz                  |
| 1976 | Trini                                                             |                                  | Walter Beck                        |
| 1976 | Karino                                                            | Jabłecki                         | Jan Batory                         |
| 1976 | Bezkresne łąki                                                    | Daniel                           | Wojciech Solarz                    |
| 1976 | Hasło                                                             | właściciel sklepu                | Henryk Bielski                     |
| 1977 | Anton der Zauberer                                                |                                  | Günter Reisch                      |
| 1977 | Poza układem                                                      | Paćko                            | Jan Rutkiewicz                     |
| 1977 | Rekolekcje                                                        | profesor prowadzący sekcję zwłok | Witold Leszczyński                 |
| 1977 | Palace Hotel                                                      | pan Lacoste                      | Ewa Kruk                           |
| 1977 | Milioner                                                          | taksówkarz                       | Sylwester Szyszko                  |
| 1978 | Koty to dranie                                                    | alfons na bazarze                | Henryk Bielski                     |
| 1978 | Wesela nie będzie                                                 | ordynator                        | Waldemar Podgórski                 |
| 1978 | Severino                                                          | dowódca                          | Claus Dobberke                     |
| 1978 | Ich will auch sehen                                               |                                  | –                                  |
| 1978 | Des Henkers Bruder                                                | kupiec                           | Walter Beck                        |
| 1978 | Achillesferse                                                     |                                  | Rolf Losansky                      |
| 1979 | Die Schmuggler von Rajgorod                                       | Waldemar Dressler                | Konrad Petzold                     |
| 1979 | Plankton oder das Wunder der Anpassung                            |                                  | –                                  |
| 1979 | Pokhishchenie „Savoi”                                             | oficer niemiecki                 | Wieniamin Dorman                   |
| 1979 | Placówka                                                          | alkoholik                        | Zygmunt Skonieczny                 |
| 1979 | Ojciec królowej                                                   | baron von und zu Waldzug         | Wojciech Solarz                    |
| 1979 | Gwiazdy poranne                                                   | starosta                         | Henryk Bielski                     |
| 1979 | Wiśnie                                                            | mówca                            | Gerard Zalewski                    |
| 1979 | Na własną prośbę                                                  | Jan Bratek                       | Ewa Petelska, Czesław Petelski     |
| 1979 | Des Drachens grauer Atem                                          | Prof. Leo Wilkers                | Horst E. Brandt                    |
| 1980 | Laureat                                                           | wuj Albin                        | Jerzy Domaradzki                   |
| 1980 | Anamnese                                                          |                                  | Rainer Bär                         |
| 1980 | Wolny strzelec                                                    | naczelny                         | Wiesław Saniewski                  |
| 1980 | Die zielen                                                        |                                  | –                                  |
| 1980 | Czułe miejsca                                                     | minister                         | Piotr Andrejew                     |
| 1980 | Demokrati                                                         | Petrovic                         | Jozef Zachar                       |
| 1980 | Krab i Joanna                                                     | Cezary                           | Zbigniew Kuźmiński                 |
| 1980 | Jeśli serce masz bijące                                           | oficer                           | Wojciech Fiwek                     |
| 1980 | Levins Mühle                                                      | Korrinth                         | Horst Seemann                      |
| 1980 | Wyrok śmierci                                                     | major                            | Witold Orzechowski                 |
| 1981 | Aus der Franzosenzeit                                             | Muller Vos                       | Dagmar Damek                       |
| 1981 | Pogotowie przyjedzie                                              | ojciec                           | Zbigniew Rebzda                    |
| 1981 | Wielki bieg                                                       | przewodniczący                   | Jerzy Domaradzki                   |
| 1981 | On, ona, oni                                                      | wicedyrektor                     | Włodzimierz Szpak                  |
| 1981 | „Anna” i wampir                                                   | major Dobija                     | Janusz Kidawa                      |
| 1981 | Die Kolonie                                                       | Hansen                           | Horst E. Brandt                    |
| 1981 | Vabank                                                            | jubiler                          | Juliusz Machulski                  |
| 1981 | Okolice spokojnego morza                                          | Barański                         | Zbigniew Kuźmiński                 |
| 1982 | Jest mi lekko                                                     | docent                           | Janusz Kidawa                      |
| 1982 | Promień                                                           |                                  | Krzysztof Sowiński                 |
| 1982 | Wyłap                                                             | hycel                            | Henryk Dederko                     |
| 1982 | Der lange Ritt zur Schule                                         | Zła Blada Twarz                  | Rolf Losansky                      |
| 1982 | Der Prinz hinter den sieben Meeren                                | ojciec Konstancji                | Walter Beck                        |
| 1982 | Gry i zabawy                                                      | ojciec Darka                     | Tadeusz Junak                      |
| 1982 | Odwet                                                             | inżynier                         | Tomasz Zygadło                     |
| 1982 | Przeklęta ziemia                                                  | dziekan                          | Ryszard Czekała                    |
| 1982 | Wielki Szu                                                        | Stefan Mikun                     | Sylwester Chęciński                |
| 1982 | Wilczyca                                                          | hrabia Wiktor Smorawiński        | Marek Piestrak                     |
| 1983 | Na odsiecz Wiedniowi                                              | H.G Wettyn                       | Lucyna Smolińska                   |
| 1983 | Akademia pana Kleksa                                              | Golarz Filip                     | Krzysztof Gradowski                |
| 1983 | Fort 13                                                           | kapitan                          | Grzegorz Królikiewicz              |
| 1983 | Fucha                                                             | kamieniarz                       | Michał Dudziewicz                  |
| 1983 | Kamienne tablice                                                  | profesor                         | Ewa Petelska, Czesław Petelski     |
| 1983 | Ostrze na ostrze                                                  | Walenty Dąbski                   | Tadeusz Junak                      |
| 1983 | Pastorale heroica                                                 | pełnomocnik                      | Henryk Bielski                     |
| 1983 | Piętno                                                            | prokurator                       | Ryszard Czekała                    |
| 1983 | Planeta krawiec                                                   | przewodniczący                   | Jerzy Domaradzki                   |
| 1983 | Zánik samoty Berhof                                               | oficer                           | Jiří Svoboda                       |
| 1984 | Ärztinnen                                                         |                                  | Horst Seemann                      |
| 1984 | Fetysz                                                            | milicjant                        | Krzysztof Wojciechowski            |
| 1984 | O-bi, o-ba                                                        | zadbany                          | Piotr Szulkin                      |
| 1984 | Przemytnicy                                                       | policjant                        | Włodzimierz Olszewski              |
| 1984 | Przyspieszenie                                                    | ojciec Maćka (głos)              | Zbigniew Rebzda                    |
| 1984 | Smażalnia story                                                   | gminny architekt                 | Józef Gębski                       |
| 1984 | Szaleństwa panny Ewy                                              | Zawiłowski                       | Kazimierz Tarnas                   |
| 1984 | Ultimatum                                                         | Strohmayer                       | Janusz Kidawa                      |
| 1984 | Zabicie ciotki                                                    | dozorca                          | Grzegorz Królikiewicz              |
| 1984 | Porcelana w składzie słonia                                       | mężczyzna czekający na taksówkę  | Andrzej Czekalski                  |
| 1984 | Remis                                                             | trener Wiśnioch                  | Krzysztof Lang                     |
| 1985 | Powrót po śmierć                                                  | Jan Bigalski                     | Jerzy Fedak                        |
| 1985 | Blask Saksonii i chwała Prus (Sachsens Glanz und Preußens Gloria) | Rat Wetzel                       | Hans-Joachim Kasprzik              |
| 1985 | Klatka                                                            |                                  | Michał Maryniarczyk                |
| 1985 | Jesienią o szczęściu                                              | kierownik produkcji              | Stanisław Jędryka                  |
| 1985 | Bariery                                                           | dziennikarz                      | Mieczysław Popławski               |
| 1985 | Zastihla me noc                                                   |                                  | Juraj Herz                         |
| 1985 | Wakacje w Amsterdamie                                             | Zajkiewicz                       | Krzysztof Sowiński                 |
| 1985 | Sezon na bażanty                                                  | właściciel warsztatu w Austrii   | Wiesław Saniewski                  |
| 1985 | Sceny dziecięce z życia prowincji                                 | dr W.                            | Tomasz Zygadło                     |
| 1985 | Podróże pana Kleksa                                               | robot Filip                      | Krzysztof Gradowski                |
| 1985 | Mokry szmal                                                       | dyrektor Tokarski                | Gerard Zalewski                    |
| 1985 | Menedżer                                                          | Nowak                            | Ryszard Rydzewski                  |
| 1985 | Ga, ga. Chwała bohaterom                                          | showman                          | Piotr Szulkin                      |
| 1985 | Franziska                                                         | graf Petofy                      | Christa Mühl                       |
| 1985 | Dłużnicy śmierci                                                  | aresztant                        | Włodzimierz Gołaszewski            |
| 1985 | Diabelskie szczęście                                              | ordynator                        | Franciszek Trzeciak                |
| 1985 | Chrześniak                                                        | Wacek                            | Henryk Bielski                     |
| 1985 | C.K. Dezerterzy                                                   | żandarm                          | Janusz Majewski                    |
| 1986 | Dwie wigilie                                                      | prezes                           | Kazimierz Tarnas                   |
| 1986 | Der Bärenhäuter                                                   |                                  | Walet Beck                         |
| 1986 | Epizod Berlin-West                                                | działacz emigracyjny             | Mieczysław Waśkowski               |
| 1986 | Pierścień i róża                                                  | Mrukiozo                         | Jerzy Gruza                        |
| 1986 | Republika nadziei                                                 | Jost                             | Zbigniew Kuźmiński, Karol Chodura  |
| 1986 | Złota mahmudia                                                    | Angeł                            | Kazimierz Tarnas                   |
| 1987 | Polowanie na króla Lira                                           | aktor Birecki                    | Jerzy Matula                       |
| 1987 | Trójkąt bermudzki                                                 | naczelnik                        | Wojciech Wójcik                    |
| 1987 | Sonata marymoncka                                                 | kierowca                         | Jerzy Ridan                        |
| 1987 | Sławna jak Sarajewo                                               | major                            | Janusz Kidawa                      |
| 1987 | Misja specjalna                                                   | Smith                            | Janusz Rzeszewski                  |
| 1987 | Łuk Erosa                                                         | Otto von Palińsky                | Jerzy Domaradzki                   |
| 1987 | Między ustami a brzegiem pucharu                                  | admirał                          | Zbigniew Kuźmiński                 |
| 1987 | Koniec sezonu na lody                                             | doktor                           | Sylwester Szyszko                  |
| 1987 | Klątwa Doliny Węży                                                | współpracownik w Wietnamie       | Marek Piestrak                     |
| 1988 | Powrót do Polski                                                  | generał Schimmelpfenig           | Paweł Pitera                       |
| 1988 | Sceny nocne                                                       | baron Nieman                     | Marek Nowicki                      |
| 1988 | Alchemik                                                          | Zwinger                          | Jacek Koprowicz                    |
| 1988 | Bliskie spotkania z wesołym diabłem                               | turysta                          | Jerzy Łukaszewicz                  |
| 1988 | Gwiazda Piołun                                                    | aptekarz                         | Henryk Kluba                       |
| 1988 | Kornblumenblau                                                    | wodzirej                         | Leszek Wosiewicz                   |
| 1988 | Łabędzi śpiew                                                     | reżyser Rogoziński               | Robert Gliński                     |
| 1988 | Niezwykła podróż Baltazara Kobera                                 | (głos)                           | Wojciech Jerzy Has                 |
| 1988 | Obywatel Piszczyk                                                 | ojciec Renaty                    | Andrzej Kotkowski                  |
| 1988 | Pan Kleks w kosmosie                                              | portugalski mnich                | Krzysztof Gradowski                |
| 1988 | Pan Samochodzik i praskie tajemnice                               | Bob Smith                        | Kazimierz Tarnas                   |
| 1988 | Präriejäger in Mexiko                                             | Pablo Cortjero                   | Hans Knötzsch                      |
| 1989 | Powrót wabiszczura                                                | burmistrz                        | Zbigniew Rebzda                    |
| 1989 | Ostatni prom                                                      | kapitan                          | Waldemar Krzystek                  |
| 1989 | Oko cyklonu                                                       | oficer brytyjski                 | Henry Kostrubiec                   |
| 1989 | Konsul                                                            | Berger                           | Mirosław Bork                      |
| 1989 | Gorzka miłość                                                     | generał                          | Czesław Petelski                   |
| 1989 | Bal na dworcu w Koluszkach                                        | ambasador                        | Filip Bajon                        |
| 1990 | Janka                                                             | przedsiębiorca                   | Adam Iwiński                       |
| 1990 | Kanalia                                                           | szef                             | Tomasz Wiszniewski                 |
| 1990 | Piggate                                                           | Arnoldson                        | Krzysztof Magowski                 |
| 1990 | Powrót wilczycy                                                   | Ziembalski                       | Marek Piestrak                     |
| 1990 | Seszele                                                           | Poziemski – klient burdelu       | Bogusław Linda                     |
| 1990 | Zabić na końcu                                                    | dyrektor banku                   | Wojciech Wójcik                    |
| 1991 | Kuchnia polska                                                    | Ignacy Feureisen                 | Jacek Bromski                      |
| 1991 | Rozmowy kontrolowane                                              | towarzysz sekretarz              | Sylwester Chęciński                |
| 1991 | Siwa legenda                                                      | Alojzy                           | Bohdan Poręba                      |
| 1992 | A very polish practice                                            | ksiądz                           | David Tucker                       |
| 1992 | Zwolnieni z życia                                                 | dyrektor szpitala                | Waldemar Krzystek                  |
| 1992 | Warszawa. Rok 5703                                                | oficer                           | Janusz Kijowski                    |
| 1992 | Europejska noc                                                    |                                  | Zbigniew Kamiński                  |
| 1992 | Daens                                                             |                                  | Stijn Coninx                       |
| 1993 | Straszny sen Dzidziusia Górkiewicza                               | Istvan Holya                     | Kazimierz Kutz                     |
| 1993 | Łowca. Ostatnie starcie                                           | Edward                           | Jerzy Łukaszewicz                  |
| 1993 | C’est mon histoire. Tu stoję...                                   | Makowiec                         | Michał Dudziewicz                  |
| 1993 | Rozmowa z człowiekiem z szafy                                     | inspektor                        | Mariusz Grzegorzek                 |
| 1993 | Koloss                                                            | Stefan Borovitz                  | Witold Leszczyński                 |
| 1994 | Polska śmierć                                                     | profesor Zabłocki                | Waldemar Krzystek                  |
| 1994 | Beyond Forgiveness                                                | polski ksiądz                    | Bob Misiorowski                    |
| 1994 | Żabi skok                                                         | Alfred Zineman                   | Zbigniew Trzciński                 |
| 1995 | Doktor Semmelweis                                                 | przewodniczący komisji           | Roger Andrieux                     |
| 1995 | Dzieje mistrza Twardowskiego                                      | lalkarz Reiner                   | Krzysztof Gradowski                |
| 1995 | Drzewa                                                            | profesor                         | Grzegorz Królikiewicz              |
| 1996 | Carewicz Aleksej                                                  |                                  | –                                  |
| 1996 | Oen i Fuglegaden                                                  | Podolski                         | Søren Kragh-Jacobsen               |
| 1997 | Mamo, czy kury potrafią mówić?                                    | Awidor (głos)                    | Tadeusz Wilkosz                    |
| 1997 | Księga wielkich życzeń                                            | Zawadzki                         | Sławomir Kryński                   |
| 1997 | Pułapka                                                           | komendant                        | Adek Drabiński                     |
| 1997 | Sztos                                                             | Josef                            | Olaf Lubaszenko                    |
| 1998 | Odlotowe wakacje                                                  | doktor                           | Marek Piestrak                     |
| 1999 | Gwiazdka w Złotopolicach                                          | Emil Gilewski                    | Radosław Piwowarski                |
| 2000 | Patrzę na ciebie, Marysiu                                         | ordynator                        | Łukasz Barczyk                     |
| 2000 | Chłopaki nie płaczą                                               | „Król sedesów”                   | Olaf Lubaszenko                    |
| 2000 | Zakochani                                                         | ksiądz                           | Piotr Wereśniak                    |
| 2000 | To my                                                             | dyrektor szkoły                  | Waldemar Szarek                    |
| 2001 | Raport                                                            | profesor                         | Tadeusz Kijański                   |
| 2001 | Przedwiośnie                                                      | dziekan Fiszer                   | Filip Bajon                        |
| 2001 | Poranek kojota                                                    | senator Stanisław Polak          | Olaf Lubaszenko                    |
| 2001 | Listy miłosne                                                     | właściciel pensjonatu            | Sławomir Kryński                   |
| 2002 | Wszyscy święci                                                    | Michał                           | Andrzej Barański                   |
| 2002 | E=mc2                                                             | profesor                         | Olaf Lubaszenko                    |
| 2003 | Nienasycenie                                                      | mąż księżnej Iriny               | Wiktor Grodecki                    |
| 2003 | Ubu Król                                                          | ambasador                        | Piotr Szulkin                      |
| 2005 | Po sezonie                                                        | Leon Kos                         | Janusz Majewski                    |
| 2006 | Szatan z siódmej klasy                                            | służący Leon                     | Kazimierz Tarnas                   |
| 2006 | Inland Empire                                                     | Marek                            | David Lynch                        |

## Seriale telewizyjne
| Rok        | Tytuł                                 | Rola                                                                   | Reżyseria                           |
| 1965       | Kapitan Sowa na tropie                | Krzysztof Małecki (odc. 6)                                             | Stanisław Bareja                    |
| 1968       | Stawka większa niż życie              | 2 role: Rioletto/głos Boldta (odc. 3, 7)                               | Andrzej Konic                       |
| 1968       | Hrabina Cosel                         | Lecherenne (odc. 1-2)                                                  | Jerzy Antczak                       |
| 1969       | Rendezvous mit unbekannt              | oficer SB                                                              | János Veiczi                        |
| 1969       | Czterej pancerni i pies               | głos gestapowca (odc. 13)                                              | Konrad Nałęcki                      |
| 1970       | Resistance                            | Lebrun                                                                 | –                                   |
| 1972       | Mrtwyc se zawrszta                    |                                                                        | –                                   |
| 1972       | Kopernik                              | Don Alonso (odc. 1)                                                    | Ewa Petelska, Czesław Petelski      |
| 1973       | Spatsaison                            |                                                                        | Edgar Kaufman                       |
| 1974       | Karino                                | trener Jabłecki                                                        | Jan Batory                          |
| 1974       | Ile jest życia                        | Zakrzewski (odc. 8)                                                    | Zbigniew Kuźmiński                  |
| 1975       | Polizeiruf 110                        | Paul Petzold (odc. 35)                                                 | Werner Röwekamp                     |
| 1976–1977  | Czterdziestolatek                     | Małkiewicz (odc. 14-20)                                                | Jerzy Gruza                         |
| 1977       | Lalka                                 | adwokat Łęckiego (odc. 4)                                              | Ryszard Ber                         |
| 1977       | Znak orła                             | komtur krzyżacki (odc. 8, 9, 13)                                       | Hubert Drapella                     |
| 1978       | Życie na gorąco                       | Dario Lucas (odc. 4)                                                   | Andrzej Konic                       |
| 1978       | Gefährliche Fahndung                  |                                                                        | –                                   |
| 1978       | Fleur Lafontaine                      |                                                                        | –                                   |
| 1979       | Gazda z Diabelnej                     | szabrownik (odc. 2, 6)                                                 | Grzegorz Warchoł                    |
| 1979       | Das unsichtbare Visier                | Dr. König                                                              | Herbert Schauer                     |
| 1979       | Buddenbrooks                          | członek                                                                | –                                   |
| 1980       | Archiv des Todes                      | Janek                                                                  | Rudi Kurz                           |
| 1981       | Białe tango                           | Jerzy (odc. 4)                                                         | Janusz Kidawa                       |
| 1982       | Życie Kamila Kuranta                  | Julian (odc. 1)                                                        | Grzegorz Warchoł                    |
| 1982       | Rächer, Retter & Rapiere              |                                                                        | –                                   |
| 1982       | Popielec                              | pełnomocnik (odc. 7)                                                   | Ryszard Ber                         |
| 1982       | Hotel Polan und seine Gäste           | Ziemliński                                                             | Horst Seemann                       |
| 1982       | Blisko, coraz bliżej                  | Manfred Wehlinger (odc. 6)                                             | Zbigniew Chmielewski                |
| 1983       | Szaleństwa panny Ewy                  | Zawiłowski (odc. 2-3)                                                  | Kazimierz Tarnas                    |
| 1984       | Rycerze i rabusie                     | Walenty (odc. 1, 7)                                                    | Tadeusz Junak                       |
| 1984       | 07 zgłoś się                          | dyrektor Skotnicki (odc. 17-18)                                        | Krzysztof Szmagier                  |
| 1985       | Przyłbice i kaptury                   | marszałek Fryderyk von Wallenrode (odc. 1, 5-6, 9)                     | Marek Piestrak                      |
| 1987       | Na kłopoty… Bednarski                 | Erlich (odc. 5)                                                        | Paweł Pitera                        |
| 1987       | Vera – Der schwere Weg der Erkenntnis | generał Boyman                                                         | Horst Seemann                       |
| 1987       | Ballada o Januszku                    | doktor Żurek (odc. 1, 3-4, 7)                                          | Henryk Bielski                      |
| 1988       | Pogranicze w ogniu                    | major Brooks (odc. 2-3, 7)                                             | Andrzej Konic                       |
| 1988       | Alchemik Sendivius                    | Zwinger                                                                | Jacek Koprowicz                     |
| 1988–1991  | W labiryncie                          | docent Stopczyk                                                        | Paweł Karpiński                     |
| 1989       | War and Remembrance                   | polski chłop                                                           | Dan Curtis                          |
| 1989       | Janka                                 | przedsiębiorca                                                         | Adam Iwiński                        |
| 1989       | Odbicia                               | Szcześniak (odc. 5-6)                                                  | Jakub Ruciński                      |
| 1989       | Modrzejewska                          | reżyser w Wiedniu (odc. 3)                                             | Jan Łomnicki                        |
| 1989       | Gorzka miłość                         | generał (odc. 1)                                                       | Czesław Petelski                    |
| 1989       | Gdańsk 39                             | porucznik                                                              | Zbigniew Kuźmiński                  |
| 1990       | Napoleon                              | lord Keith (odc. 6)                                                    | Francis Megahy                      |
| 1991       | Kuchnia polska                        | Ignacy Feureisen (odc. 2)                                              | Jacek Bromski                       |
| 1991       | Bonne chance Frenchie                 | dyrektor opery                                                         | Alain Bonnot                        |
| 1993       | WOW                                   | dyrektor fabryki papieru Beniamin Vickers (odc. 7)                     | Jerzy Łukaszewicz                   |
| 1994       | Stella Stellaris                      |                                                                        | –                                   |
| 1994       | Panna z mokrą głową                   | dyrektor szkoły (odc. 4-5)                                             | Kazimierz Tarnas                    |
| 1995       | Fitness Club                          | Troch                                                                  | Paweł Karpiński                     |
| 1995       | Dwa światy (Spellbinder)              | Trop (odc. 4)                                                          | Noel Price                          |
| 1995, 1998 | Matki, żony i kochanki                | Trzebuchowski                                                          | Juliusz Machulski, Ryszard Zatorski |
| 1996       | Ekstradycja 2                         | prowadzący licytację (odc. 1)                                          | Wojciech Wójcik                     |
| 1996       | Awantura o Basię                      | znajomy (głos) (odc. 1)                                                | Kazimierz Tarnas                    |
| 1998       | Klan                                  | Horst Bednorz                                                          | Paweł Karpiński                     |
| 1999–2000  | Trędowata                             | hrabia Barski (odc. 3-4, 12-15)                                        | Wojciech Rawecki                    |
| 1999–2003  | Miodowe lata                          | supersierżant Zdobysław Kawałek (odc. 16, 26, 35, 37, 40, 45, 72, 116) | Maciej Wojtyszko                    |
| 1999–2003  | Na dobre i na złe                     | Michał Kalita (odc. 1-156)                                             | różni                               |
| 1999–2005  | Świat według Kiepskich                | lekarz (odc. 6, 149, 159, 219) Nostradamus (odc. S2) Hektor (odc. 109) | Okił Khamidow                       |
| 1999–2006  | Złotopolscy                           | Emil Gilewski (odc. 199-823)                                           | Radosław Piwowarski                 |
| 1999       | Ja, Malinowski                        | wuj Teofil (odc. 5-6)                                                  | Filip Zylber                        |
| 1999       | Policjanci                            | brat Jobkiewiczowej (odc. 2)                                           | Łukasz Wylężałek                    |
| 2000       | 13 posterunek 2                       | biznesmen (odc. 29)                                                    | Maciej Ślesicki                     |
| 2000       | Słoneczna włócznia                    | dr Hausman (odc. 12)                                                   | Jerzy Łukaszewicz                   |
| 2000       | Miasteczko                            | kolega Kostka                                                          | Maciej Wojtyszko                    |
| 2002       | Przedwiośnie                          | profesor Fiszer (odc. 3)                                               | Filip Bajon                         |
| 2002       | Król przedmieścia                     | senator Stanisław Polak z Poranek kojota (odc. 12)                     | Olaf Lubaszenko                     |
| 2002       | As                                    | księgarz (odc. 1)                                                      | Grzegorz Okrasa                     |
| 2003       | Lokatorzy                             | Antoni Bogacki, stryj Stanisława (odc. 134)                            | Andrzej Kostenko                    |
| 2003       | Fala zbrodni                          | taksówkarz (odc. 5)                                                    | Okił Khamidow                       |
| 2003       | Defekt                                | pensjonariusz domu starców                                             | Maciej Dutkiewicz                   |
| 2004–2006  | Pierwsza miłość                       | Adam Żukowski                                                          | różni                               |
| 2004       | Lokatorzy                             | Jan Pawlicki (odc. 189)                                                | Andrzej Kostenko                    |
| 2004       | Stacyjka                              | noblista Wolfgang A. Maretzki (odc. 13)                                | Radosław Piwowarski                 |
| 2005       | Pensjonat pod Różą                    | Zygmunt Szarmach (odc. 48-49, 59-60)                                   | Maciej Wojtyszko                    |
| 2006–2007  | Ranczo                                | Jan Japycz (odc. 1-21)                                                 | Wojciech Adamczyk                   |
| 2006       | Niania                                | pisarz Zygmunt Charasiński (odc. 39)                                   | Jerzy Bogajewicz                    |
| 2006       | Szatan z siódmej klasy                | służący Leon (odc. 2-3, 5)                                             | Kazimierz Tarnas                    |